# شهرستان حیفان
ناحیهٔ حیفان (به عربی: مدیریة حیفان) یک ناحیه در یمن است که در استان تعز واقع شده‌است.
ناحیهٔ حیفان ۱۷۱٬۳۱۵ نفر جمعیت دارد.